# Hervé Commère
Hervé Commère est un écrivain français né à Rouen le 16 octobre 1974.

## Biographie
Après des études de lettres, Hervé Commère devient barman, puis patron de bar,  tout d'abord dans le département de la Sarthe, puis dans le département de la Manche, et enfin à Rennes.
Il part ensuite à Paris pour se consacrer à sa carrière d'auteur.

Sur le site du festival international du polar de Lyon (Quais du Polar), l'auteur se présente ainsi: 
« J’ai bu toutes sortes d’alcools forts, j’ai travaillé par -15°, écrit deux polars, et aimé plusieurs femmes. Aujourd’hui, je dois écrire trois lignes sur moi, et je ne sais pas quoi dire du tout. J’avoue que ça me laisse pantois. »
À l'été 2019, il fait partie des auteurs sollicités par le journal Elle pour proposer une nouvelle d'été.
Après sept livres classés au rayon policier, il passe à la littérature générale en 2022 avec Les Intrépides.

## Œuvres

### Romans policiers
- J'attraperai ta mort. Paris :   B. Pascuito éditeur, 03/2009, 184 p.  (ISBN 978-2-35085-073-3). Rééd. Pocket Thriller n° 14152, 11/2012, 157 p.  (ISBN 978-2-266-19674-1) ; Pocket Thriller hors commerce n° 14152, 11/2015, 157 p.  (ISBN 978-2-266-26676-5)
- Les Ronds dans l'eau[4]. Paris : Fleuve noir, coll. "Thriller", 03/2011, 282 p.  (ISBN 978-2-265-09266-2). Rééd. Pocket Thriller n° 15345, 02/2014, 315 p.  (ISBN 978-2-266-23295-1)
- Le Deuxième homme[5]. Paris : Fleuve noir, coll. "Thriller", 10/2012, 249 p.  (ISBN 978-2-265-09711-7). Rééd. revue et corrigée par l'auteur : Pocket Thriller n° 15843, 10/2016, 221 p.  (ISBN 978-2-266-24632-3)
- Imagine le reste[6]. Paris : Fleuve noir, 06/2014.  (ISBN 978-2-265-09816-9). Rééd. Paris : France loisirs, 2015, 501 p.  (ISBN 978-2-298-09886-0) ; Paris : Pocket Thriller n° 16261, 09/2015, 445 p.  (ISBN 978-2-266-25731-2)
- Ce qu'il nous faut c'est un mort[7]. Paris : Fleuve noir, 03/2016, 400 p.  (ISBN 978-2-265-11569-9). Rééd. Pocket Thriller n° 17004, 06/2017, 439 p.  (ISBN 978-2-266-27816-4)
- Sauf. Paris : Fleuve noir, 03/2018, 268 p.  (ISBN 978-2-265-11776-1). Rééd. Le Vésinet : Voir de près, coll. "20", 09/2018, 552 p.  (ISBN 978-2-37828-135-9) ; lu par Patrick Mancini. Paris : Lizzie, 11/2018, 1 CD audio.  (ISBN 979-10-366-0201-6) ; Sélection du "Reader's digest",  coll. « Sélection du livre » n° 341, 2019.  (ISBN 978-2-7098-2792-8) ; France loisirs, 04/2019, 268 p.  (ISBN 978-2-298-15137-4) ; Pocket Thriller n° 17936, 03/2020, 284 p.  (ISBN 978-2-266-30824-3)
- Regarde. Paris : Fleuve noir, 03/2020, 309 p.  (ISBN 978-2-265-14407-1). Rééd. Paris : Éd. de Noyelles, 01/2021, 309 p.  (ISBN 978-2-298-16719-1) ; Pocket Thriller n° 18119, 03/2021, 344 p.  (ISBN 978-2-266-31513-5)
- Dernier Cri. Paris : Fleuve noir, 01/2025, 440 p.  (ISBN 978-2-265-14409-5)

### Roman
- Les Intrépides. Paris : Fleuve Éditions, 03/2022, 333 p.  (ISBN 978-2-265-14408-8)

### Roman jeunesse
- L'Échange. Paris : Auzou, 10/2024, 432 p.  (ISBN 979-10-395-5016-1)

### Nouvelles
- Départs. Paris : Fleuve noir, 11/2011, 84 p.  (ISBN 978-2-265-09664-6). Éd. hors commerce offerte par SNCF en Bretagne. Rééd. Serres-Morlaàs : Éditions In8, 09/2017, 80 p.  (ISBN 978-2-36224-080-5). Rééd. In8, 03/2020, 80 p.  (ISBN 978-2-36224-115-4)
- Savoir et Savoir, dans Rennes, ici Rennes / Calibre 35. Rennes : Critic, 05/2013, p. 149-169.  (ISBN 979-10-90648-08-1)
- Go Slow, dans Maillot noir : nouvelles. Rennes : Goater, coll. "Goater noir" n° 9, 04/2015, p. 7-29.  (ISBN 978-2-918647-46-1)
- Tomatic, dans Cinq polars du XXIe siècle. Nantes : Capricci éd., 07/2017, p. 69-87, ill. Adrien Demont.  (ISBN 979-10-239-0279-2)
- Grain de sable, avec Sauf lu par Patrick Mancini. Paris : Lizzie, 11/2018.  (ISBN 979-10-366-0201-6)
- À quarante pas du bout de ma vie, dans Elle n° 3844, 23 août 2019. Reprise dans 7 bougies pour un Fleuve. Paris : 12-21, 12/2020.  (ISBN 9782823875287). Format numérique.
- Le Monde d'après, dans Respirer le noir, anthologie sous la direction d'Yvan Fauth. Paris : Belfond, 05/2022, p. 159-182.  (ISBN 978-2-7144-9591-4). Rééd. HarperCollins, coll. "HarperCollins poche Noir" n° 472, 03/2023.  (ISBN 979-10-339-1347-4)
- Parfait, dans L'Amour fou, anthologie sous la dir. de Caroline Vallat. Paris : Récamier, 02/2024, p. 69-86.  (ISBN 978-2-38577-093-8)
- Nos héritages, dans Liberté ! : nouvelles, anthologie préfacée par Nicolas Lebel. Paris : Éd. du Masque, 03/2024, p. 11-31.  (ISBN 978-2-7024-5185-4)

### Collectifs
- L'Amour, c'est... / par 200 auteurs ; textes illustrés par Jack Koch. Paris : Le Livre de Poche, coll. "Bulles en poche", 10/2018  (ISBN 978-2-253-18831-5)
- L’Enfance, c’est... / par 120 auteurs ; textes illustrés par Jack Koch ; préf. Aurélie Valognes. Paris : Le Livre de poche, coll. "Bulles en poche", 11/2020  (ISBN 978-2-253-08202-6)
- Belles rencontres : 44 portraits du roman noir (préf. Jean-Bernard Pouy, photogr. Xavier Hacquard et Vincent Loison), Paris, Éd. la Grange Batelière, mars 2021, 104 p. (ISBN 979-10-97127-17-6), p. 22-23

## Prix et distinctions littéraires
Cet auteur est lauréat de nombreux prix littéraire, dont, notamment :
- 2010 : prix Inter Lycées Professionnels de Nantes (PILP) pour J'attraperai ta mort
- 2010 : prix des audiolecteurs de la ville de Nantes pour J'attraperai ta mort
- 2010 : prix CEZAM Nord Finistère pour J'attraperai ta mort
- 2010 : prix CEZAM Limousin pour J'attraperai ta mort
- 2011 : prix marseillais du polar pour Les Ronds dans l'eau
- 2011 : prix du roman de la ville de Villepreux pour Les Ronds dans l'eau
- 2015 : prix du Festival international du film policier de Liège pour Imagine le reste[9]
- 2017 : prix Polars pourpres pour Ce qu'il nous faut c'est un mort
- 2017 : Prix de la ville de Mauves-sur-Loire pour Ce qu'il nous faut c'est un mort
- 2019 : Prix du journal L'Alsace pour Sauf
- 2019 : Prix des lecteurs de l'Hôpital Saint-Antoine (Paris 12e) pour Sauf
- 2019 : Prix des lycéens des Nuits Noires d'Aubusson pour Ce qu'il nous faut c'est un mort
- 2025 : Prix des Romancières décerné lors du 42e Forum du livre de Saint-Louis, pour Dernier Cri.
- 2025 : Prix A Torra Nera, décerné lors de la 2e édition du festival "A Torra Nera" de Porticcio, pour Dernier Cri.